# 486958 아로코트
486958 아로코트(486958 Arrokoth) 또는 별칭 울티마 툴레(Ultima Thule)는 카이퍼 대에 있는 해왕성 바깥 천체이다. 직경 22 km와 14 km의 각각 “울티마”와 “툴레”라는 이름이 붙은 두 소행성이 장축을 따라 결합된 35 km 길이의 접촉소천체이다. 툴레보다 납작한 모양의 울티마는 8개 정도의, 각각 약 5 km 직경의 더 작은 단위가 합쳐진 것이며, 이들의 융합은 울티마와 툴레가 접촉하기 이전에 일어난 것으로 보인다. 2014 MU69가 형성된 이후로 이를 훼손할 만한 충돌이 적었거나 일어나지 않았기 때문에, 이 천체의 생성에 대한 세부 정보가 보존되어 왔다. 2019년 1월 1일 5시 33분(세계협정시)에 이루어진 뉴 허라이즌스 호의 근접 비행으로, 2014 MU69는 태양계에서 탐사선에 의해 방문된 천체 중에서 가장 멀고 오래된 천체가 되었다.
2014 MU69는 2014년 6월 26일, 천문학자 Marc Buie가 허블 우주망원경을 이용하여 발견하였다. 이는 뉴 허라이즌스 호의 임무를 위한 카이퍼 대 천체 탐색의 일환으로, 첫 번째 연장 임무의 대상을 정하기 위함이었다. 다른 두 후보 천체가 있었지만 2014 MU69가 첫 번째 임무 대상으로 선정되었다. 이 천체는 298년의 공전 주기를 가지고 궤도 경사와 궤도 이심률이 낮기에, ‘차가운’(상대적으로 섭동을 적게 받은 궤도를 의미한다) 고전적 카이퍼 대 천체로 분류된다. 별명 울티마 툴레는 알려진 세상 너머의 곳을 의미하는 그리스 라틴 용어로, 2018년에 진행된 대중 참여형 공모의 일환으로 선발되었다. 뉴 허라이즌스 팀은 이 천체의 특징이 명확히 밝혀진 뒤에 국제천문연맹에 더 적합한 천체 이름을 제출할 계획이었으며 하늘을 뜻하는 미국 원주민어를 따서 아로코트(Arrokoth)로 명명했다.

## 역사
발견하는데 허블 우주 망원경이 필요했다. 이유는 겉보기 등급이 26.8이고, 지상에 있는 망원경으로 관찰하기에 너무 희미했다. NASA가 2014년 10월에 발표했다.
2015년 10월과 11월에 네 번의 경로 변경후, 뉴 허라이즌스는 2014 MU69로 항해를 하였다.

## 갤러리

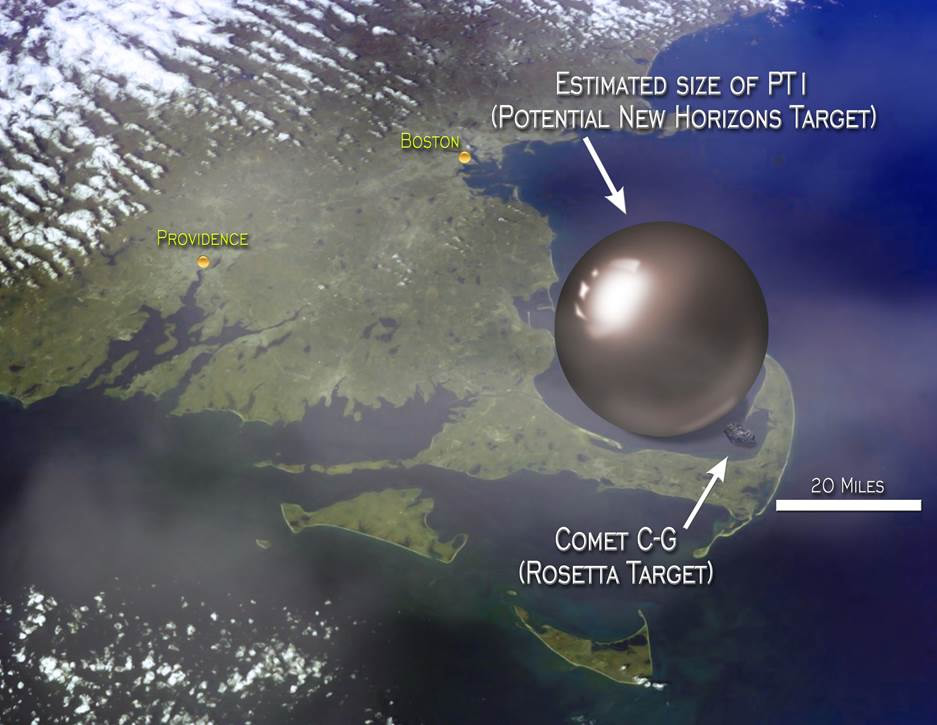
2014 MU69와 매사추세츠주의 해안과 67P/추류모프-게라시멘코 혜성 크기 비교 사진
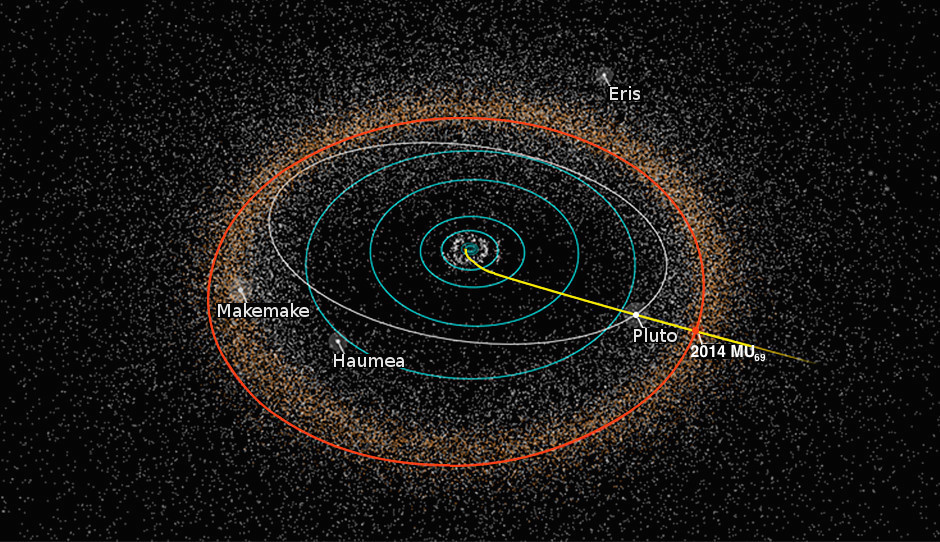
뉴 허라이즌스 경로와 명왕성 과 2014 MU69의 궤도
2014 MU69 애니메이션
명왕성, 2014 MU69의 위치와 뉴 허라이즌스의 경로 애니메이션
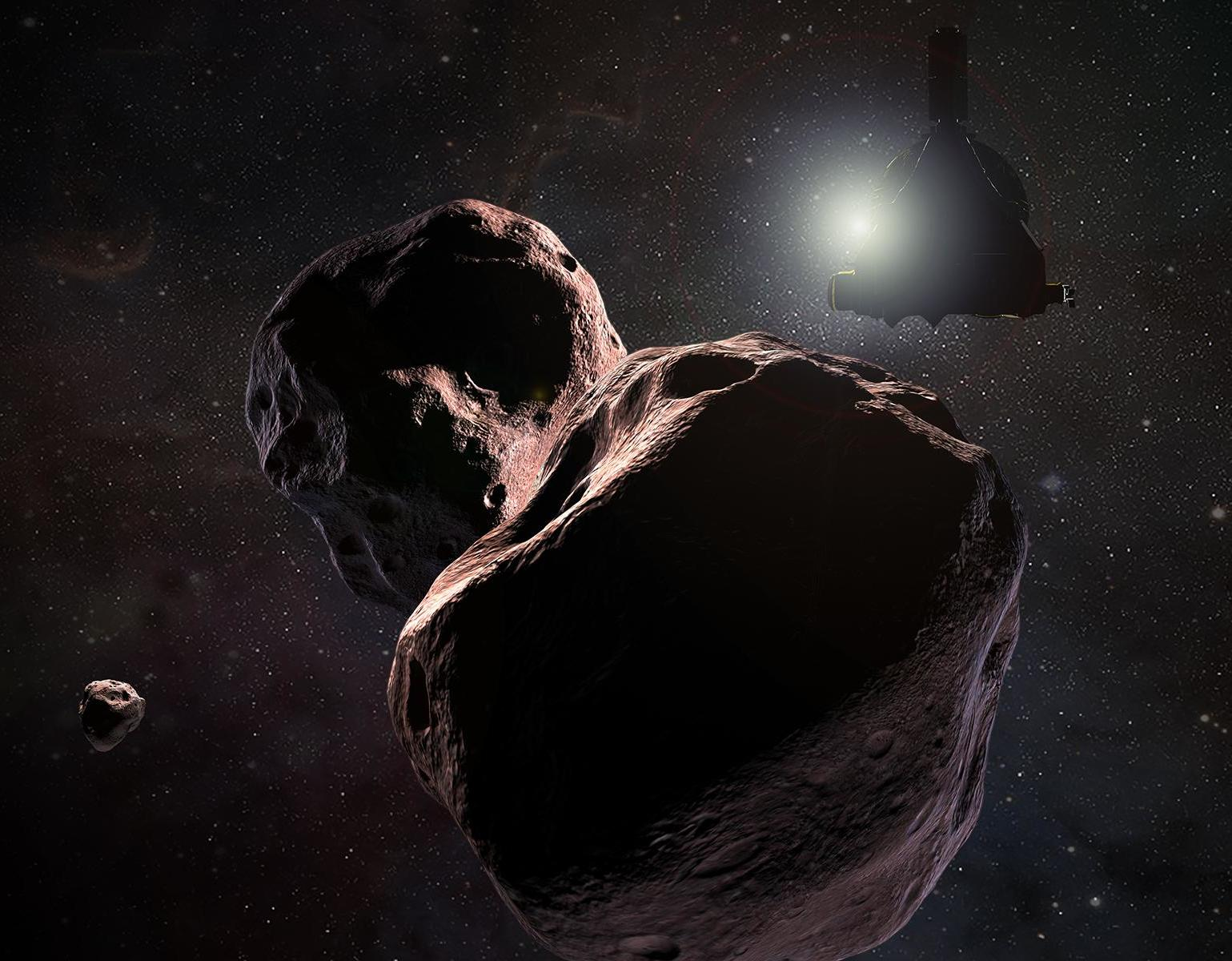
뉴 허라이즌스 호의 2014 MU69 탐사

## 같이 보기
- 우주선이 방문한 소행성체와 혜성 목록